# Depo Hostivař
Depo Hostivař – końcowa stacja linii A metra praskiego (odcinek SH – III.A), położona w dzielnicy Strašnice, w zajezdni o tej samej nazwie, między ulicami Černokostelecką i Sazečską. Do chwili oddania odcinka IV.C2 linii C pozostanie najmłodszą stacją sieci.
Stacja jest częścią zajezdni Hostivař, oddanej do użytku 17 października 1985 roku. Od lipca 2004 roku trwały prace, mające na celu przebudowę dawnej myjni składów metra do parametrów stacji kolei podziemnej. Pierwsi pasażerowie mogli korzystać z niej 26 maja 2006 roku, lecz oficjalne otwarcie nastąpiło następnego dnia. 
Obecnie do stacji Depo Hostivař prowadzą wszystkie kursy linii A w soboty, niedziele i święta oraz większość w dni robocze (w godzinach 6–19 co drugi – mniej więcej – skład dojeżdża jedynie do stacji Skalka).